# Judith Corachán
Judith Corachán Vaquera (17 de julio de 1984) es una deportista y entrenadora española de triatlón. Ganó una medalla de plata en el Campeonato Mundial de Triatlón de Larga Distancia de 2019, y una medalla de plata en el Campeonato Europeo de Triatlón de Media Distancia de 2022.

## Palmarés internacional
| Campeonato Mundial | Campeonato Mundial  | Campeonato Mundial | Campeonato Mundial |
| Año                | Lugar               | Medalla            | Prueba             |
| ------------------ | ------------------- | ------------------ | ------------------ |
| 2019               | Pontevedra (España) | Medalla de plata   | Individual         |

| Campeonato Europeo | Campeonato Europeo | Campeonato Europeo | Campeonato Europeo |
| Año                | Lugar              | Medalla            | Prueba             |
| ------------------ | ------------------ | ------------------ | ------------------ |
| 2022               | Bilbao (España)    | Medalla de plata   | Individual         |

## Trayectoria
Formó parte del Club Natació L'Hospitalet, y en 2001 fue campeona de Cataluña de 50 metros mariposa. Con 20 años, decidió aparcar este deporte por la dificultad de combinar sus estudios, el trabajo y la exigencia de los entrenamientos. Años después, en 2009, vuelve al deporte ya la competición pero esta vez en un nuevo deporte, el triatlón, y representando al Club Natación Prat logra varios éxitos, como una cuarta posición individual en el Campeonato de España por Autonomías de 2009, y la victoria en el circuito Zoot Triathlon Series, también de 2009. En duatlón, este mismo año, consiguió el título de campeona de España.
En ese momento, unos problemas de salud lo obligan a abandonar de nuevo el deporte debido a las continuas visitas al hospital. Tras recuperarse vuelve a competir en triatlón, poniéndose en manos de Álvaro Rancé, su entrenador, para evolucionar como triatleta, consiguiendo llegar a un gran momento de su carrera deportiva, con varios títulos estatales y muy buenos resultados en el ámbito internacional en pruebas de media distancia.
En 2014 participa en el Campeonato Europeo de Triatlón de Media Distancia celebrado en Peguera, y en el Campeonato de España de Triatlón de Larga distancia, en la que quedó en cuarta posición. En 2015 consigue la primera posición en el Campeonato de España de Larga distancia.
En 2017 también consiguió su clasificación para el prestigioso Campeonato Mundial de Ironman 70.3, la prueba más exigente de la media distancia en el deporte de las transiciones. En 2018, sube al tercer cajón de podio en la prueba de Embrunman francés, con 3800 metros de natación, 188 kilómetros de ciclismo y un maratón con un importante desnivel. En el Campeonato Mundial de Triatlón de Larga Distancia de 2019 consiguió la medalla de plata.
Corachan ha compaginado su preparación como triatleta con su nueva tarea profesional de entrenadora de triatlón. Como triatleta, con su entrenador Iván Muñoz y su nutricionista Sandra Sardina, sigue consiguiendo nuevos éxitos. Así, en marzo de 2020 quedó tercera en una prueba Ironman celebrada en Nueva Zelanda.